# 사르데냐의 군주 목록
사르데냐를 통치했던 지배자의 일람이다.

## 사르데냐 국왕

### 아라곤 왕국에 의한 통치
- 자코모(1323~1327)
- 알폰소 1세(1327~1336)
- 피에트로(1336~1387)
- 조반니 1세(1387~1396)
- 마르티노(1396~1410)
- 공위(1410~1412)
- 페르디난도 1세(1412~1416)
- 알폰소 2세(1416~1458)
- 조반니 2세(1458~1479)
- 페르디난도 2세(1479~1516)

### 스페인에 의한 통치
- 카를로 1세(1516~1554)
- 필리포 1세(1554`~1598)
- 필리포 2세(1598~1621)
- 필리포 3세(1621~1665)
- 카를로 2세(1665~1700)
- 필리포 4세(1700~1713)

### 오스트리아에 의한 통치
- 카를로 3세(1713~1720)

### 사보이 왕가
- 비토리오 아메데오 2세(1720~1730)
- 카를로 에마누엘레 3세(1730~1773)
- 비토리오 아메데오 3세(1773~1796)
- 카를로 에마누엘레 4세(1796~1802)
- 비토리오 에마누엘레 1세(1802~1821)
- 카를로 펠리체(1821~1831)
- 카를로 알베르토(1831~1849)
- 비토리오 에마누엘레 2세(1849~1861)